# Marco Porcio Catón (tribuno de la plebe)
Marco Porcio Catón (en latín, Marcus Porcius Cato; m. c. 93 a. C.) fue un político romano del siglo I a. C.
Catón fue nieto de Catón el Censor, hijo de Marco Porcio Catón Saloniano y padre de Catón de Útica y de Porcia. Ocupó el tribunado de la plebe y murió cuando era candidato a la pretura. Fue amigo de Sila. Estuvo casado con Livia, hija de Marco Livio Druso. Livia había estado casada anteriormente con Quinto Servilio Caepio,[i] y tuvo tres hijos: Gneo, Servilia, que se casó con Marco Junio Bruto, y Servilia Menor, esposa de Lucio Licinio Lúculo. Dado que Caepio murió durante la Guerra Social, Livia y él debieron divorciarse. Se desconoce la causa, pero podría haber sido el resultado de la enemistad que surgió entre Caepio y su cuñado, Marco Livio Druso, aunque anteriormente habían sido amigos íntimos. Catón y Livia tuvieron un hijo, Marco, nacido en 95 a. C., y una hija, Porcia.
Cicerón menciona un juicio en el que Catón decidió a favor del comprador respecto hasta que punto está obligado un vendedor a revelar al comprador los defectos del objeto en venta.